# The Seekers
I Seekers sono stati una band australiana di folk, folk rock, pop e country music fondata negli anni Sessanta a Melbourne, nello stato di Victoria.
Furono il primo gruppo musicale australiano a raggiungere una popolarità internazionale e a guadagnare posizioni importanti nelle classifiche discografiche del Regno Unito - il paese in cui sono stati lanciati - e degli Stati Uniti.
Compaiono nell'elenco di artisti che hanno fatto registrare il maggior numero di dischi venduti.

## Famosi per "cover" di successo
Il tratto caratteristico della loro musica è stato essenzialmente il canto in registro di mezzosoprano/contralto della voce guida, Judith Durham, e nelle armonie in controcanto sviluppate dagli altri membri del gruppo. Il loro repertorio ha incluso diversi brani divenuti nel tempo dei classici.
Fra gli altri si ricordano: Massachusetts dei Bee Gees, California Dreamin' dei The Mamas & the Papas, The Times They Are a-Changin' e Blowin' in the Wind di Bob Dylan, Someday One Day di Paul Simon (incisa nel 1966 e che raggiunse il quarto posto nelle classifiche di vendita in Australia e l'undicesimo in Regno Unito).
Il brano I Am Australian - composto da Bruce Woodley e Dobe Newton e cantato da Judith Durham con Russell Hitchcock e Mandawuy Yunupingu - è divenuto un inno non ufficiale dell'Australia.

## Formazione
Nella sua configurazione più conosciuta, il gruppo era composto da:
- Judith Durham: voce guida e tambourine
- Athol Guy: chitarra basso, canto
- Keith Potger: chitarra a dodici corde, banjo, canto
- Bruce Woodley: chitarra, mandolino, banjo, canto

Altri esponenti della band sono stati:
- Ken Ray
- Louisa Wisseling
- Julie Anthony
- Karen Knowles
- Buddy England

## Storia
Il gruppo, artefice al pari dell gruppo californiano dei Byrds di una pregevole esecuzione del brano di Pete Seeger Turn! Turn! Turn!, ha avuto negli anni sessanta nove canzoni ai primi posti in classifica in Gran Bretagna ed Australia:
- I'll Never Find Another You
- A World of Our Own
- The Carnival Is Over (eseguita dalla band in diverse manifestazioni di chiusura di eventi sportivi australiani come l'Expo '88 e le Paraolimpiadi del 2000)
- Someday One Day
- Walk With Me
- Morningtown Ride
- Georgy Girl (canzone che dà il titolo anche al film omonimo)
- When Will the Good Apples Fall
- Emerald City

I Seekers sono stati fondati da Athol Guy, contrabbassista, e dai chitarristi Keith Potger e Bruce Woodley al tempo in cui frequentavano la Melbourne High School. Voce guida era Ken Ray, che successivamente lasciò il gruppo. Il suo posto fu preso da Judith Durham, cantante con voce di soprano, che fino ad allora si era cimentata nella musica jazz registrando un disco EP con il gruppo di Melbourne Frank Traynor's Jazz Preachers.
L'ingresso di Judith Durham nella compagine consentì al gruppo di acquisire un contratto con la casa discografica australiana W&G Records.
Dopo la pubblicazione nel 1963 di un primo album in Australia - Introducing The Seekers - il gruppo fu invitato a suonare su navi da crociera che coprivano l'area del Regno Unito. Nelle loro intenzioni vi era un ritorno nel loro paese un paio di mesi dopo ma, giunti in Inghilterra, ebbero offerte di lavoro da parte della Grade Organization.
I componenti della band decisero così di rimanere in Europa ed entrarono a far parte dell’entourage della cantante Dusty Springfield (conosciuta in Italia per aver partecipato al festival di Sanremo 1965 in coppia con Pino Donaggio) e del fratello cantautore e produttore di questa, Tom Springfield, che aveva già avuto esperienze con il repertorio folk con il suo gruppo The Springfields.

## I'll Never Find Another You
Springfield scrisse per loro una canzone, I'll Never Find Another You, che i Seekers incisero nell'autunno 1964 per la EMI Records (sebbene non avessero ancora stipulato un vero e proprio contratto discografico con la casa discografica) e che venne messa in onda in maniera rocambolesca dall'emittente radiofonica clandestina Radio Caroline. Il singolo raggiunse la UK Top 40 e pochi mesi dopo, nel febbraio 1965, il primo posto sia nel Regno Unito sia in Australia, e il quarto negli Stati Uniti, dove fu distribuito dall'etichetta Capitol. Il disco vendette nel mondo un milione e 750 000 copie, contribuendo a fare dei Seekers il primo gruppo pop australiano ad avere simultaneamente cinque canzoni al top delle Hit Parade in tre diversi paesi (Australia, Regno Unito e Stati Uniti) e il primo a vendere oltre un milione di copie di un disco singolo.
A questo brano ne seguirono altri due, sempre scritti da Tom Springfield, A World of Our Own (che raggiunse il primo posto nelle classifiche di vendita nel Regno Unito a maggio 1965) e The Carnival Is Over (posizionatosi in prima posizione a novembre dello stesso anno). Nel periodo di maggiore successo il singolo con questo brano fu venduto in novantamila copie in un giorno nel solo Regno Unito.
Nel 1966 i Seekers incisero il brano di Paul Simon Someday One Day, che raggiunse il quarto posto nelle hit di Australia e l'undicesimo in quelle del Regno Unito. In quel periodo, Art Garfunkel aveva fatto ritorno a scuola, lasciando Simon a proseguire la carriera come solista dopo l'iniziale flop fatto registrare dal loro primo long playing, Wednesday Morning, 3 A.M..
Così il brano Someday One Day risultò essere il primo successo nel Regno Unito per Simon e il maggiore fra quelli composti esternamente al lavoro in portato avanti in duo con Garfunkel. Bruce Woodley dei Seekers scrisse a quel tempo diverse canzoni assieme a Simon, inclusa "Red Rubber Ball" che raggiunse il primo posto in classifica negli Stati Uniti nell'interpretazione del gruppo The Cyrkle. Ugualmente, al binomio Simon-Woodley sono dovuti i brani I Wish You Could Be Here e Cloudy, poi inserite nell'album di Simon & Garfunkel Parsley, Sage, Rosemary and Thyme, sia pure senza che Woodley ne fosse accreditato.

## "Best Artists Award"
Fatto ritorno all'inizio del 1966 in Australia, i Seekers registrarono il loro primo speciale televisivo, At Home With The Seekers. La band suonò e cantò al Sydney Myer Music Bowl davanti a centocinquantamila spettatori. Proclamati vincitori del Best New Artists 1966 per il New Musical Express Poll Winners Awards, fecero ritorno in Europa per suonare alla Wembley Arena in un concerto che vedeva la presenza di The Beatles, The Rolling Stones, Dusty Springfield e The Animals. Nella stessa circostanza il gruppo fu introdotto per una Royal Command Performance al London Palladium al cospetto della regina madre Elizabeth Bowes-Lyon.
Nel frattempo il gruppo conseguiva una nuova serie di successi: cantato da Malvina Reynolds, il brano dei Seekers Morningtown Ride divenne il sesto maggiore successo del gruppo, classificandosi al primo posto nelle classifiche britanniche nel dicembre 1966. Il loro singolo con questo brano era stato registrato una prima volta all'inizio del 1964 per essere inserito nell'album Hide and Seekers e in quello del 1965, che doveva segnare il loro debutto sul mercato statunitense, The New Seekers; ma, per ragioni di copyright, la canzone fu registrata nuovamente per un singolo da pubblicare in occasione delle vacanze di Natale del 1966.

## In corsa per l'Oscar con "Georgy Girl"
Negli Usa la canzone Georgy Girl si piazzò al primo posto a febbraio 1967 e al terzo nel Regno Unito e fruttò al gruppo il disco d'oro per un milione di copie vendute in USA. Fu presentata il 30 luglio in uno special dell'Ed Sullivan Show in occasione dell'Expo '67 del Canada.
Utilizzata come commento sonoro dei titoli di testa del film omonimo inglese del 1966 Georgie Girl (Georgy, svegliati), fruttò agli autori Jim Dale e Tom Springfield una nomination alla trentanovesima edizione degli Oscar nella sezione migliore canzone del 1967 (il premio andò poi a John Barry e a Don Black per Born Free).
Il singolo con questo brano vendette comunque tre milioni e mezzo di copie: un successo sufficiente a garantire un ritorno dei Seekers in Australia come stelle di prima grandezza per una nuova esibizione al Myer Music Bowl di Melbourne, questa volta con un pubblico di duecentomila spettatori.

## Tour australiano
Nel concerto allo Sydney Myer Music Bowl i Seekers erano accompagnati dalla Melbourne Symphony Orchestra, diretta da Hector Crawford. La manifestazione fu inserita anni dopo (1993) nel Guinness dei primati come maggiore evento musicale in termini di partecipazione di pubblico dell'intero emisfero meridionale. La televisione australiana, che riprese l'evento, incluse la registrazione nella trasmissione The Seekers At Home and Down Under, trasmessa dal Seven Network e classificata fra i dieci maggiori speciali televisivi della storia della tv australiana. Nel gennaio 1968, il gruppo - cui era stato riconosciuto il titolo di Australiani dell'anno per il 1967 - riprese una nuova tournée, ripresa nel documentario The World of The Seekers trasmesso dal Nine Network.
Nel medesimo anno Judith Durham annunciò a sorpresa la sua intenzione di lasciare il gruppo per proseguire la carriera da solista. L'ultimo spettacolo dei Seekers ebbe luogo nel luglio di quell'anno e fu ripreso dalla BBC per lo speciale Farewell The Seekers (Addio ai Seekers), che ebbe un'audience di oltre dieci milioni di spettatori.
Lo speciale televisivo era stato preceduto da concerti tenuti al London's Talk Of The Town nightclub e da una registrazione live degli spettacoli che doveva servire come base per l'LP The Seekers Say Goodbye Live From The Talk Of The Town, che si sarebbe poi posizionato al secondo posto nelle classifiche di vendita delle classifiche britanniche. Sempre nel luglio di quell'anno la compilation The Seekers' Greatest Hits raggiunse il primo posto nelle classifiche australiane, rimanendovi per diciassette settimane. L'album è conosciuto con il titolo con cui fu distribuito nel Regno Unito, The Best of the Seekers, posizionatosi al primo posto - sia pure per una sola settimana - nel febbraio 1969, in competizione con l’album bianco dei Beatles. Rimase comunque centoventicinque settimane nelle classifiche inglesi.

## Lo scioglimento
La carriera solista degli artisti che componevano i Seekers è proseguita con alterne fortune, anche se spesso più con ombre che con luci. Judith Durham debuttò come solista incidendo un disco con musiche natalizie - For Christmas With Love (registrato a Hollywood, California) e successivamente firmò un contratto con la A&M Records, con la quale incise poi altri due dischi, A Gift of Song e Climb Ev'ry Mountain.
Bruce Woodley ha inciso parecchi album sviluppando le attitudini di cantautore e componendo quello che è diventato una sorta di inno non ufficiale dell'Australia, I Am Australian.
Keith Potger fondò un altro gruppo nel Regno Unito, richiamandosi nel nome a quello del precedente, The New Seekers. Tentò anche, nel 1975, insieme a Woodley e Guy, di riformare il gruppo base dei Seekers con una nuova cantante, Louisa Wisseling, sostituita negli anni Ottanta da Julie Anthony e poi da un'altra ancora, Karen Knowles; ma il timbro unico della voce della cantante originaria, Judith Durham, condizionò inevitabilmente - e in maniera non propriamente positiva - ogni tentativo in questo senso, tanto che Durham fu convinta nel 1992 a rientrare nel gruppo, che nel frattempo aveva subito altri mutamenti con l'abbandono di Woodley e l'entrata di Buddy England.

## La riunificazione del 1992
La riunificazione definitiva del 1992 degli artisti originari che componevano i Seekers - nella formazione classica: Durham, Guy, Potger e Woodley - consentì al gruppo di festeggiare una sorta di giubileo per il venticinquesimo anno di attività con un tour che, iniziato nel 1993, diede nuova linfa ai musicisti, rimasti insieme nuovamente per altri undici anni, con l'incisione di nuovi dischi (fra cui Future Road e Morningtown Ride to Christmas) e concerti in Australia, Nuova Zelanda e nello stesso Regno Unito che li aveva consacrati star della musica pop.
Nel 1995 il loro nome entrò nell'ARIA-Australian Recording Industry Association Hall Of Fame e la loro effigie fu apposta su un francobollo in emissione speciale.
I Seekers negli anni Novanta parteciparono anche a trasmissioni televisive di satira della ABC TV, specie in occasione dei Giochi olimpici del 2000 (partecipando, fra l'altro, il 29 ottobre 2000 alla cerimonia di chiusura dei Giochi Paraolimpici, suonarono il loro hit Carnival Is Over, con la cantante Judith Durham costretta a esibirsi su una sedia a rotelle a causa di un infortunio subito).
Il 1º settembre 2006 il gruppo - cessata nel 2003 l'attività concertistica - ha ricevuto dal comune di Melbourne un importante riconoscimento: la Freedom of the City (ovvero le Chiavi della città).

## Discografia

### Album
- Introducing The Seekers (1963)
- The Seekers (1964)
- Hide & Seekers (1965)
- A World Of Our Own (1965)
- Come The Day (1966)
- Seekers Seen In Green (1967)
- The Seekers Live At The Talk Of The Town (1968)
- The Seekers' Greatest Hits (o The Best of The Seekers, 1968)
- The Seekers (con Louisa Wisseling, 1975)
- Giving and Taking (con Louisa Wisseling, 1976)
- Live On (con Julie Anthony, 1989)
- Future Road (1997)
- Morningtown Ride to Christmas (2001)
- Night of Nights... Live! (2002)

## Videografia
I Seekers sono apparsi nei seguenti video:
- Toast of the Town (1967))
- The World of the Seekers (1968)
- Big Nine (1969))
- The Seekers: 25 Year Reunion Celebration (1993)